# Wings Gaming
Wings Gaming war eine chinesische E-Sport-Organisation, die vor allem in Dota 2, einem Computerspiel des Genres „Action Real-Time Strategy“, erfolgreich war.

## Dota 2

### Geschichte
Wings Gaming wurde 2014 gegründet. Im ersten Jahr ihres Bestehens erreichte die von vielen Spielerwechseln gezeichnete Organisation nur einzelne kleinere Erfolge auf nationaler Ebene. Am 25. August 2015 verpflichtete Wings die fünf Chinesen Chu „shadow“ Zeyu, Zhou „bLink“ Yang, Zhang „Faith_bian“ Ruida, Zhang „Innocence“ Yiping und Li „iceice“ Peng. Das Quintett beendete seinen ersten internationalen Auftritt auf der World Cyber Arena 2015 mit einem vierten Platz. Der internationale Durchbruch gelang dem Team auf der ESL One Manilla 2016, als es den Zweitplatzierten des Shanghai Major 2016, Team Liquid, im Finale schlug. Beim Manila Major 2016 schied Wings dagegen frühzeitig aus.
Mit ihrer unberechenbaren Spielweise etablierte sich Wings in der Profiszene und qualifizierte sich als erstes chinesisches Team für das The International 2016, dessen Preisgeld von über 20 Millionen US-Dollar vorwiegend durch die Community finanziert wurde. Starke Auftritte zeigte das Dota-2-Team auf der Nanyang Championships Season 2, wo es sich nur knapp dem nationalen Rivalen Newbee geschlagen geben musste, und auf dem Turnier The Summit 5, wo Wings überlegen im Finale gegen den zweifachen Majorsieger OG gewann.
Das The International 2016 startete für Wings Gaming nach zwei Niederlagen gegen den ukrainischen Vertreter Natus Vincere und den philippinischen Teilnehmer TnC Gaming unsicher. Das Team fand jedoch ins Turnier zurück und beendete die Gruppenphase in der oberen Tabellenhälfte. Die Play-offs absolvierte Wings souverän. Mit nur einer Play-off-Niederlage in sieben Spielen zog die Mannschaft in das Finale des The International 2016 ein. Im entscheidenden Best-of-5-Match gegen Digital Chaos startete Wings mit einer riskanten Heldenauswahl in die erste Partie, die nicht mit einem Sieg belohnt wurde. Das Team kämpfte sich jedoch zurück und glich zunächst aus. Auch in den weiteren Partien hielt das Quintett Digital Chaos und ihrer Heldin Mirana stand und gewann schließlich mit 3:1. Neben einem bis dahin im E-Sport unerreichten Siegerpreisgeld von über neun Millionen US-Dollar gewann Wings Gaming die Siegerschale The Aegis of Champions.

### Aktuelles Lineup
- Chu „shadow“ Zeyu
- Zhou „bLink“ Yang
- Zhang „Faith_bian“ Ruida
- Zhang „Innocence“ Yiping
- Li „iceice“ Peng

(Stand: 15. August 2016)

### Erfolge
| Datum     | Platz | Turnier                                      | Preisgeld    |
| --------- | ----- | -------------------------------------------- | ------------ |
| Dez. 2015 | 4.    | World Cyber Arena 2015                       | 0300.000 CN¥ |
| Apr. 2016 | 1.    | ESL One Manila 2016                          | 0100.000 $   |
| Mai 2016  | 1.    | World Cyber Arena 2016 Chinese Qualifiers S1 | 0200.000 CN¥ |
| Juli 2015 | 2.    | Nanyang Dota 2 Championships Season 2        | 050.304 $    |
| Juli 2016 | 4.    | Dota2 Professional League Season 1           | 014.000 $    |
| Juli 2016 | 1.    | The Summit 5                                 | 042.944 $    |
| Aug. 2016 | 1.    | The International 2016                       | 9.139.002 $  |

(Stand: 15. August 2016)

## Andere Disziplinen
Wings Gaming hielt von November 2015 bis Mai 2016 Spieler in der Disziplin Counter-Strike: Global Offensive unter Vertrag. Das letzte Team wechselte im Mai 2016 zu EHOME.